# Dero furcata
Dero furcata är en ringmaskart som först beskrevs av Mueller 1773.  Dero furcata ingår i släktet Dero och familjen glattmaskar. Inga underarter finns listade i Catalogue of Life.